# کارونکاندالواناکولام
کارونکاندالواناکولام (به لاتین: Karunkandalvannakulam) یک منطقهٔ مسکونی در سری‌لانکا است که در استان شمالی (سری‌لانکا) واقع شده‌است.